# Walter Evans (futbolista del Aston Villa)
Walter Gwynne Evans (Builth Wells, 1867-10 de mayo de 1897) fue un futbolista británico que jugó como lateral en los clubes ingleses Bootle y Aston Villa en la década de 1890. Con el Villa, estuvo en el bando perdedor en la final de la FA Cup 1891-92. Hizo tres apariciones con Gales contra Inglaterra, cada una de las cuales fue una derrota.

## Carrera futbolística
Evans nació en Builth Wells, Brecknockshire, hijo del carnicero local. De joven, destacó en muchos deportes, entre ellos el críquet, el rugby y el fútbol. Habiendo comenzado su carrera en su club local, se mudó a Inglaterra en 1889 cuando se unió a Bootle; Evans hizo cuatro apariciones para Bootle en la temporada 1889-90 de la Football Alliance, al final de la cual Bootle terminó como subcampeón.
Evans hizo su debut internacional mientras todavía era jugador de Bootle cuando fue convocado para el partido del British Home Championship contra Inglaterra jugado en el Racecourse Ground de Wrexham el 15 de marzo de 1890. Inglaterra tenía previsto jugar dos partidos internacionales el mismo día y presentó a su equipo más fuerte contra Gales, con un equipo ligeramente más débil que fue a Belfast para jugar contra Irlanda; Inglaterra ganó ambos partidos, con Edmund Currey anotando dos veces en su debut y Tinsley Lindley continuando su racha de goles en una victoria por 3-0 sobre Gales.
En julio de 1890, Evans se unió al Aston Villa, donde se convirtió en miembro regular del equipo. Hizo un total de 23 apariciones en 1891-92 y 28 en el año siguiente ayudando al Villa a llegar a la final de la FA Cup contra sus rivales locales, el West Bromwich Albion. A pesar de ser favoritos al llegar al partido, Villa perdió 3-0 con goles de Albion de Geddes, Nicholls y Reynolds.
Evans hizo dos apariciones internacionales más, ambas contra Inglaterra, con una derrota por 4-1 en marzo de 1891 y una derrota por 2-0 un año después. En su evaluación de 1891 por parte de la Asociación de Fútbol de Gales, Evans fue descrito como «un muy buen defensa, tacklea con firmeza y patea con seguridad; (se) ha hecho merecedor de su crédito».
Evans permaneció con Villa una temporada más antes de regresar a Builth en agosto de 1893. Continuó participando en Builth FC hasta su muerte en 1897.

## Carrera no futbolística
Al regresar a Builth, Evans se convirtió en propietario del Lamb Inn. Este bar se convirtió en la sede y vestuarios del Builth Football Club.
En mayo de 1897, Evans se resfrió mientras asistía a un funeral y murió a los pocos días. Su muerte fue descrita como «una calamidad para el club Builth».

## Honores
Aston Villa
- Finalistas de la FA Cup: 1892